# CccDNA
cccDNA即共价闭合环状DNA (covalently closed circular DNA)是一种有三级结构的双链环状DNA分子，最早是在噬菌体中发现的，而在自然界中被DNA病毒（如多瘤病毒科）感染的其它细胞中也有发现。

## 产生
cccDNA在一些病毒侵染宿主细胞核时产生并在随后永久的存在于核内，其前体是一种线型的双链DNA，通过DNA连接酶作用闭环而形成cccDNA。大部分情况下这些病毒的DNA只有在这样的状态下才能进行转录。cccDNA通常被认为是游离的DNA或是“微小基因组” (minigenome)，但质粒不一定是cccDNA。

## 存在形式
cccDNA的存在形式在逆转录病毒（或者说单链RNA逆转录病毒，如正反转录病毒亚科）和拟逆转录病毒（即双链DNA逆转录病毒）的侵染过程中是相同的。然而前者DNA立刻整合到宿主基因组中，后者则是游离在核质中。

## 实例
cccDNA是花椰菜病毒科和肝病毒科（包括乙肝病毒 HBV）的典型特征。其中乙肝病毒(HBV)的cccDNA的前体是与蛋白质外壳相连的“松弛环状DNA”（rcDNA 或 relaxed circular DNA），其本质是含有可配对的黏性末端的线型DNA（因碱基互补配对而成环状）。  
被乙肝病毒感染之后，通过治疗可以使cccDNA不易被活化，因此cccDNA的活性是乙肝的治疗中的一个指标。

## 结构
- 参见　DNA超螺旋

## 資料來源
1. ↑  Mosevitskaia, T.V., E.B. Pavel'chuk, and N.V. Tomilin. . Genetika. 1976, 12 (8): 131–138. PMID 1001892.
2. ↑  Kunisada, T. and H. Yamagishi. . Gene. November 1984, 31 (1–3): 213–223. PMID 6098526. doi:10.1016/0378-1119(84)90212-9.
3. ↑  Guo H., D. Jiang, T. Zhou, A. Cuconati, T.M. Block, and J.T. Guo. . J Virol. November 2007, 81 (22): 12472–12484. PMC 2169032 . PMID 17804499. doi:10.1128/JVI.01123-07.
4. ↑  Bourne, E.J.; Dienstag, J.L.; Lopez, V.A.;  et al. . Journal of Viral Hepatitis. January 2007, 14 (1): 56–63. doi:10.1111/j.1365-2893.2006.00775.x.